# Mauke
Mauke és una de les illes Cook meridionals, situada a 190 km al nord-est de Rarotonga.

## Geografia
Igual que Atiu, Mauke és una illa de tipus makatea, és a dir, una illa volcànica rodejada d'una plataforma elevada de corall fossilitzat. Resulta una illa pràcticament plana, amb una altitud màxima de 30 m, i una superfície total de 18,4 km². La corona de corall, d'una amplada entre 100 i 1.000 m, forma una costa inhòspita plena de coves i túnels.
La vegetació és abundant, destacant l'exportació de fulles a Hawaii per confeccionar els «leis», les típiques corones de benvinguda polinèsies. Hi ha abundants pocs en estat salvatge.
La vila principal és Kimiangatau. La població total era de 297 habitants al cens del 2016. Les infraestructures són escasses amb un turisme incipient. Disposa d'un aeroport i els camins estan pavimentats amb sorra de corall.

## Història
A l'illa hi ha diverses restes prehistòriques. Segons la llegenda Mauke va ser fundada per l'heroi llegendari Uke. Antigament s'anomenava Akatokamanava i pels europeus era Parry's Island.
Mauke va ser envaïda diverses vegades pels guerrers caníbals de la veïna Atiu. Una llegenda diu que els invasors van salvar de la foguera a la dona més bonica i com a resultat Mauke té la reputació de tenir les dones més atractives de les illes Cook.